# 普通江区域
普通江区域（ポトンガンくいき）は、平壌市都心部の西部にある行政区域。

## 地理
大同江の支流である普通江が大きく蛇行する場所にある。東に普通江を隔てて中区域、西に万景台区域、南に平川区域、北に西城区域と隣接する。
区域の中央を平義線が横切っている。

## 行政区域
15洞を管轄する。
- 慶興洞（キョンフンドン）
- 大普洞（テボドン）
- 楽園洞（ラゴンドン）
- 柳京一洞（リュギョンイルトン）
- 柳京二洞（リュギョンイドン）
- 普通江一洞（ポトンガンイルトン）
- 普通江二洞（ポトンガンイドン）
- 烽火洞（ポンファドン）
- プルグンゴリ一洞（プルグンゴリイルトン）
- プルグンゴリ二洞（プルグンゴリイドン）
- プルグンゴリ三洞（プルグンゴリサムドン）
- 西将洞（ソジャンドン）
- 石岩洞（ソガムドン）
- セゴリ洞（セゴリドン）
- 新原洞（シノンドン）

## 歴史
この節の出典
- 日本統治時代 - 平安南道大同郡古平面・龍山面に属した地域。
- 1960年10月 - 平壌市中区域大駝嶺洞・普通江洞・西将洞・書斎洞・石岩洞・赤窟洞・窟院洞および弥勒洞の一部、外城区域運河洞の区域をもって、普通江区域を設置。 (11洞)
  - 普通江洞・石岩洞の各一部が合併し、新原洞が発足。
  - 西将洞・普通江洞の各一部が合併し、大普洞が発足。
  - 石岩洞・普通江洞の各一部が西将洞に編入。
  - 書斎洞・赤窟洞の各一部が弥勒洞に編入。
  - 弥勒洞が烽火洞に改称。
  - 赤窟洞が楽園洞に改称。
  - 窟院洞が慶興洞に改称。
- 1963年 - 大駝嶺洞が分割され、大駝嶺一洞・大駝嶺二洞が発足。(12洞)
- 1965年 - 西将洞が分割され、西将一洞・西将二洞が発足。(13洞)
- 1969年 (15洞)
  - 大駝嶺二洞の一部が分立し、セゴリ洞が発足。
  - 楽園洞の一部が分立し、プルクンゴリ洞が発足。
- 1972年 (17洞)
  - 普通江洞の一部が分立し、普通江一洞が発足。
  - 普通江洞の残部・大駝嶺一洞の一部が合併し、普通江二洞が発足。
  - プルクンゴリ洞が分割され、プルクンゴリ一洞・プルクンゴリ二洞が発足。
- 1983年 (17洞)
  - 西将二洞の一部が慶興洞に編入。
  - 西将一洞および西将二洞の残部が合併し、西将洞が発足。
  - プルクンゴリ二洞の一部が分立し、プルクンゴリ三洞が発足。
- 1986年 - 書斎洞が楽園洞に編入。(16洞)
- 1991年 (15洞)
  - 運河洞がプルクンゴリ二洞に編入。
  - 大駝嶺一洞が柳京一洞に改称。
  - 大駝嶺二洞が柳京二洞に改称。

## 施設
- 普通江遊園地
- 柳京ホテル
- 平壌柳京鄭周永体育館
- 朝鮮中央通信社
- 平壌教員大学
- 平壌第一中学
- 国際通信センター
  - チェオテクノロジー合弁会社
    - koryolink販売・顧客サービスセンター

## 交通
- 平南線
  - 普通江駅
- 平壌地下鉄革新線
  - 革新駅 - 建設駅 - 黄金原駅 - 建国駅